# Opisthoxia amphiaria
Opisthoxia amphiaria är en fjärilsart som beskrevs av Charles Oberthür 1916. Opisthoxia amphiaria ingår i släktet Opisthoxia och familjen mätare. Inga underarter finns listade i Catalogue of Life.